# Ботанічна пам'ятка природи «Гінкго дволопатеве» (Львів, вул. І. Франка, 122)
«Гі́нкго дволопа́теве» — ботанічна пам'ятка природи місцевого значення, об'єкт природно-заповідного фонду міста Львова. Розташована на вулиці Івана Франка, 122 (в саду між будинками 122 і 124).
Площа пам'ятки — 0,05 га. Дерево включено до об'єктів природо-заповідного фонду рішенням Львівського облвиконкому № 495 від 09 жовтня 1984 року. Перебуває у віддані ЛКП «Зелений Львів».
Під охороною поодиноке дерево ґінко дволопатеве, реліктовий вид, занесений до Червоної книги України.

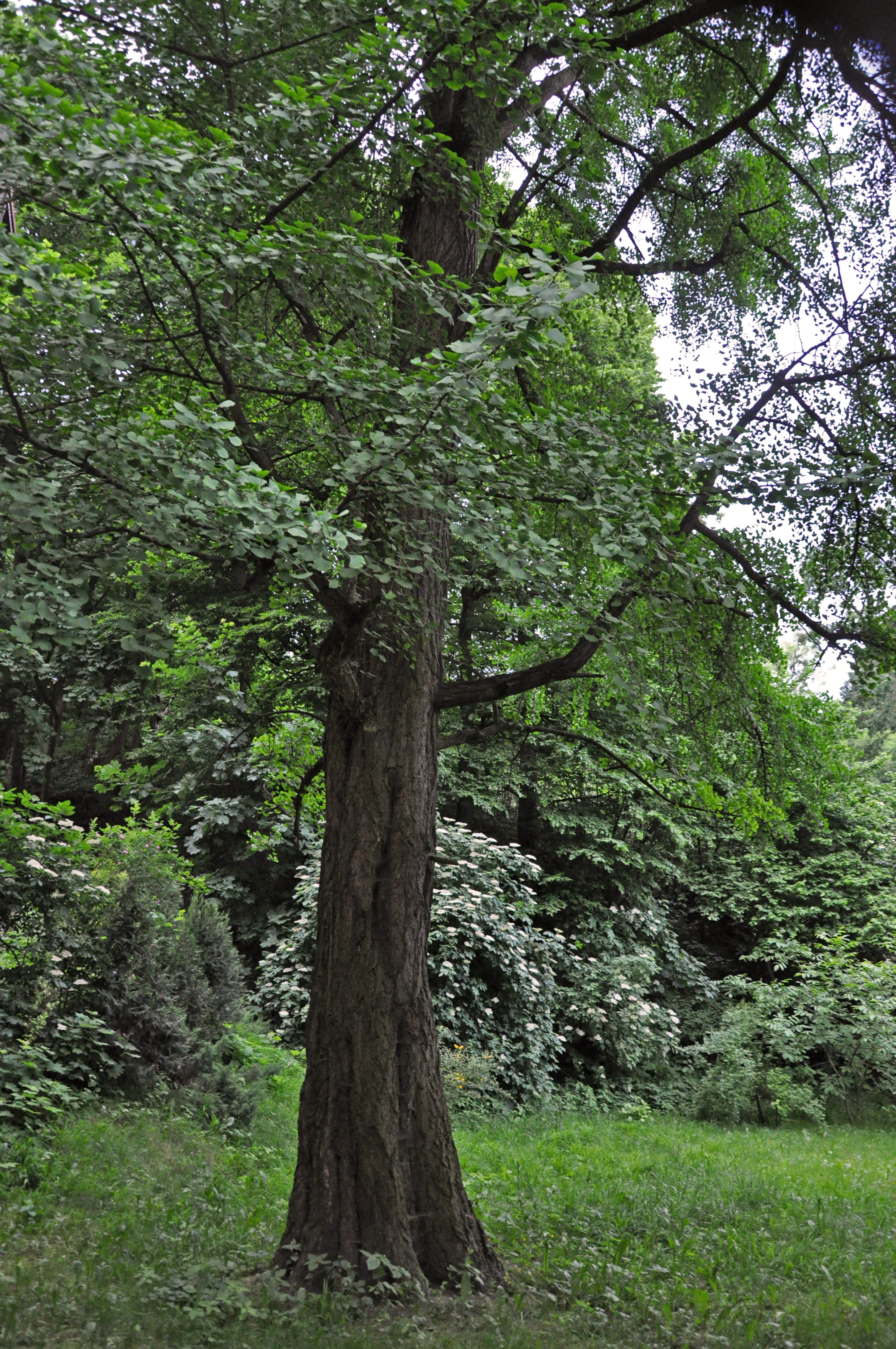